# 郭仁忠
郭仁忠（1956年8月24日—），江苏盐城人，中国地理信息工程专家，中国工程院院士，国际欧亚科学院院士，深圳大学建筑与城市规划学院教授。

## 生平
1978年2月考入武汉测绘学院地图制图系（今武汉大学资源与环境科学学院），先后获得该校地理学学士和硕士学位，1990年取得法国弗朗什-孔泰大学地理学博士学位，曾任武汉测绘科技大学土地科学学院（今武汉大学资源与环境科学学院）副院长。
1996年，开始在深圳工作，历任深圳市规划国土信息中心主任，深圳市规划和国土资源委员会副主任、巡视员。
2015年5月，加盟深圳大学，并于2017年5月出任深圳大学智慧城市研究院院长。

## 头衔
- 国土资源部城市土地资源监测与仿真重点实验室主任
- 国土资源部科技专家咨询委员会委员
- 国家测绘地理信息局科技委员会委员
- 《测绘学报》编委